# Siebzger
Siebzger ist ein Gemeindeteil der Kreisstadt Miesbach auf der Gemarkung Wies im oberbayerischen Landkreis Miesbach.

## Ortsbeschreibung
Die Einöde Siebzger liegt nördlich von Miesbach.

## Ortsname
In alten Urkunden sind verschiedene Formen wie Sibenger, Sibenyger, Siebenziger, Siebenzyger aufgeführt. Darin steckt der Personenname Sibico, neuhochdeutsch
Siebig, Siebiger.

## Denkmalschutz
Der Tuffpfeiler südlich des Sachsanwesens, Thalhamer Straße 64, und bezeichnet mit 1821 HS ist in die Liste der Baudenkmäler in Miesbach eingetragen. 

## Bevölkerungsentwicklung
Um 1871 lebten in Siebzger vierzehn Einwohner. Im Mai 1987 gab es zehn Einwohner in zwei Wohngebäuden.
| Jahr      | 1871 | 1925 | 1950 | 1970 | 1987 |
| Einwohner | 14   | 26   | 24   | 21   | 10   |